# Altinópolis (ort)
Altinópolis är en ort i Brasilien.   Den ligger i kommunen Altinópolis och delstaten São Paulo, i den sydöstra delen av landet, 600 km söder om huvudstaden Brasília. Altinópolis ligger 918 meter över havet och antalet invånare är 14 615.
Terrängen runt Altinópolis är platt österut, men västerut är den kuperad. Altinópolis ligger uppe på en höjd. Det finns inga andra samhällen i närheten.
Omgivningarna runt Altinópolis är huvudsakligen savann. Runt Altinópolis är det glesbefolkat, med 17 invånare per kvadratkilometer.